# العمل من المنزل
الأعمال من المنزل هي مشاريع تجارية صغيرة يقوم بها أصحابها من منازلهم. وما يميز هذا النوع من الأعمال إلى جانب إلى الموقع هو قلة عدد العاملين، وعادة هم الأقارب المباشرين لصاحب العمل و في هذه الحالة يمكن أن يطلق عليه أعمال عائلية. الأعمال المنزلية عموما لا تحتاج لمقر ليكون كواجهة للعملاء ولا موقف لسياراتهم ولا إعلان بالشوارع لأن هذا النوع من الشركات تحظره أحيانا أنظمة  تقسيم المناطق.
اكتسب العمل من المنزل مصداقية على مر السنين. وأصبحت المكاتب المنزلية تنافس الأعمال التجارية الصغيرة وتتميز عنها بأنها توفر على الأقل إيجار المقر. ومن الممكن أيضا أن تستقطع ضريبة مع بعض النفقات المنزلية الخاصة بك أثناء تشغيل الأعمال المنزلية.  ومع وجود الفاكس والإنترنت عالي السرعة وخطوط الهاتف المخصصة للمنزل  والهواتف المحمولة كل هذه تساعد على جعل الأعمال المنزلية حقيقة. في وقت سابق، كانت طريقة الأعمال من المنزل تدار من قبل أسر تعيش في الطابق الثاني من منزلهم فيما يخصص الطابق الأول كمتجر يتبعهم، فيكونوا على مقربة من العمل ويسكنوا أو يرتاحوا في الطوابق العليا. هذا النوع من الأعمال لا يزال معمول به في بعض المناطق الريفية. العديد من أعمال المنازل تبدأ بحجم صغير جدا ويبدأها أصحابها بجانب أعمالهم الأساسية كموظفين يحاولون تدعيم دخلهم، ثم ما تلبث أن تتوسع هذه الأعمال بمجرد تحقق ربحيتها.

## الأعمال من المنزل
مفهوم الأعمال من المنزل home-based business ، ظهر للمرة الأولى في عام 1978 بدلا من المصطلح السابق «صناعة منزلية cottage industry»،  صاغ العبارة للمرة الأولى ماريون بر Marion Behr، الذي قام بدراسة لمعرفة ما الأعمال التي تقوم بها ربات البيوت من منازلهن في جميع أنحاء أمريكا. وكانت النسخة الأولى من مجلة النساء رائدات الأعمال  كتبت عن بحثها لجمع معلومات متعلقة بالعاملات من المنازل في جميع أنحاء البلاد. ساهمت العديد من المجلات والمنظمات في نشر المعلومات المتعلقة بالدراسة. و في نهاية المطاف تم استلام 40,000 رسالة يشير فيها أصحابها إلى المشاكل التي تواجههم أثناء قيامهم بالأعمال من المنازل.
تم تحليل المشاكل وحلهن بطريقتين. في عام 1980 تأسس الاتحاد الوطني للنساء العاملات من المنازل National Alliance of Homebased Businesswomen  لمجابهة العزلة التي تحدثت عنها النساء المستطلع آرائهن وكذلك لمحاربة القوانين التي تصعب من أعمالهن   بعدها قام ماريون بر Marion Behr وويندي لازار Wendy Lazar بنشر كتاب المرأة العاملة من المنزل: دليل الأعمال المنزلية  Then Women Working Home: The Homebased Guide and Directory . احتوى الكتاب على عدة قصص لنساء يعملن من المنازل في أرجاء الولايات المتحدة في مجالات مختلفة بالإضافة إلى معلومات عن إنشاء الأعمال والتحالفات مع القانون. بيع من الكتاب 50.000 نسخة. خلال هذه الفترة كتبت العديد من المجلات الوطنية عن هذه القضايا   وفي مؤتمر البيت الأبيض حول الأعمال الصغيرة في العام 1986 كان أبرز القرارات التوصية برفع القيود على الأعمال من المنازل 
ولا يزال عدد الأعمال المنزلية في نمو نتيجة للتقدم التكنولوجي. ففي بريطانيا 8 مليون  شخص يديرون أعمالهم عبر الإنترنت من المنازل بحسب دراسة أجريت في أبريل 2013.
و تختلف شروط الترخيص للأعمال المنزلية في الولايات المتحدة حسب النشاط والتواجد.

## أعمال منزلية موسعة
العديد من الأعمال بدأت أساسا كأعمال منزلية وتوسعت بعد ذلك لتصبح شركات ذات عمليات ضخمة. مثال على ذلك
- شركة أبل التي بدأها ستيف جوبز وستيف وزيناك في جراج
- هيولت باكارد والتي أصبح مقرها الأصلي متحفا، جراج HP
- شركة أمازون لبيع التجزئة عبر الإنترنت التي أسسها جف بيزوس.